# Halmeu
Halmeu (Halmi en hongrois, Halmen en allemand) est une commune roumaine du județ de Satu Mare, dans la région historique de Transylvanie et dans la région de développement du Nord-ouest.

## Géographie
La commune de Halmeu est située dans le nord du județ, à la frontière avec l'Ukraine, sur la rive droite de la Tur, dans la plaine du Someș, à 17 km au nord-ouest de Livada et à 37 km au nord de Satu Mare, le chef-lieu du județ.
La municipalité est composée des cinq villages suivants (population en 2002) :
- Băbești (426) ;
- Dobolț (348) ;
- Halmeu (3 507), siège de la commune ;
- Halmeu-Vii (24) ;
- Mesteacăn (424).

## Histoire
La première mention écrite du village de Halmeu date de 1217 sous le nom de Terra Holmy, le village de Băbești est mentionné en 1261, celui de Dobolț en 1323 et Mesteacăn a été fondé après la Première Guerre mondiale pour accueillir des habitants venant du Maramureș.
La commune, qui appartenait au royaume de Hongrie, faisait partie de la principauté de Transylvanie et elle en a donc suivi l'histoire. En 1274, elle est donnée par le roi de Hongrie en fief à Tamas Kala qui fait construire un château dont il reste quelques ruines près de Băbești.
De nombreux immigrants juifs venus de Galicie peuplent Halmeu au XVIIIe siècle.
Après le compromis de 1867 entre Autrichiens et Hongrois de l'empire d'Autriche, la principauté de Transylvanie disparaît et, en 1876, le royaume de Hongrie est partagé en comitats. Halmeu intègre le comitat de Ugocsa (Ugocsa vármegye) dont le chef-lieu était la ville de Vynohradiv, aujourd'hui en Ukraine. Halmeu était une plașa (sous-préfecture) du comitat et était un centre économique et administratif important.
À la fin de la Première Guerre mondiale, l'Empire austro-hongrois disparaît et la commune rejoint le județ de Satu Mare et la Grande Roumanie au traité de Trianon. La commune connaît alors de grandes difficultés économiques dues à sa perte d'influence et perd de nombreux habitants.
En 1940, à la suite du deuxième arbitrage de Vienne, elle est annexée par la Hongrie jusqu'en 1944, période durant laquelle sa très importante communauté juive est exterminée par les nazis. Elle réintègre la Roumanie après la Seconde Guerre mondiale au traité de Paris en 1947.
Pendant la période communiste, Le village de Halmeu-Vii voit le nombre de ses habitants chuter en raison de la politique de systématisation (urbanisation forcée). En 2007, les villages de Cidreag et Porumbești se séparent de la commune de Halmeu pour former la nouvelle commune de Porumbești.

## Politique
Le conseil municipal de Halmeu compte 13 sièges de conseillers municipaux. À l'issue des élections municipales de juin 2008, Ludovic Incze (UDMR) a été élu maire de la commune.
| Parti                                                | Nombre de conseillers |
| ---------------------------------------------------- | --------------------- |
| Union démocrate magyare de Roumanie (UDMR)           | 7                     |
| Parti social-démocrate (PSD)                         | 3                     |
| Parti national libéral (PNL)                         | 1                     |
| Parti démocrate-libéral (PD-L)                       | 1                     |
| Parti de la Nouvelle Génération - Chrétien-démocrate | 1                     |

## Religions
En 2002, avant la scission communale des villages de Cidreag et Porumbești, la composition religieuse de la commune était la suivante :
- Catholiques romains, 25,38 % ;
- Grecs-Catholiques, 23,55 % ;
- Chrétiens orthodoxes, 23,51 % ;
- Réformés, 15,47 % ;
- Pentecôtistes, 9,37 % ;
- Adventistes du septième jour, 0,95 %.

## Démographie
Jusqu'en 2002, les statistiques incluent les villages de Cidreag et Porumbești qui ne font plus partie de la commune de Halmeu maintenant.
En 1910, à l'époque austro-hongroise, la commune comptait 6 538Hongrois (98,30 %), 67 Allemands (1,01 %) et 29 Roumains (0,44 %).
En 1930, on dénombrait 3 772 Hongrois (52,14 %), 1 442 Juifs (19,93 %), 1 168 Roumains (16,14 %), 608 Ukrainiens(8,40 %), 140 Tsiganes (1,94 %) et 22 Allemands (0,30 %).
En 1956, après la Seconde Guerre mondiale, 4 994 Hongrois (74,90 %) côtoyaient 1 414 Roumains (21,21 %), 117 Tsiganes (1,75 %), 79 Juifs (1,18 %) et 20 Ukrainiens (0,30 %).
En 2002, la commune comptait 4 049 Hongrois (55,35 %), 2 696 Roumains (36,86 %), 555 Tsiganes (7,58 %) et 12 Allemands (0,16 %). On comptait à cette date 1 652 ménages et 1 447 logements.
| 1880  | 1890  | 1900  | 1910  | 1920  | 1930  | 1941  | 1956  | 1966  |
| ----- | ----- | ----- | ----- | ----- | ----- | ----- | ----- | ----- |
| 4 247 | 5 039 | 5 748 | 6 651 | 6 343 | 7 235 | 7 146 | 6 668 | 7 453 |

| 1977  | 1992  | 2002  | 2007  | - | - | - | - | - |
| ----- | ----- | ----- | ----- | - | - | - | - | - |
| 7 893 | 7 688 | 7 314 | 4 818 | - | - | - | - | - |

## Économie
L'économie de la commune repose sur l'agriculture (légumes, céréales) et l'élevage. La commune est réputée pour sa production de fraises (les meilleures du pays) et de vins de qualité.
Le commerce import-export est également une activité importante de Halmeu.

## Communications
Halmeu, de par sa proximité avec l'Ukraine occupe une place remarquable dans les communications du județ.

### Routes
Halmeu est située sur la route nationale DN1C (tronc commune des routes européennes 81 Ukraine-Satu Mare-Cluj-Napoca et 58 Ukraine-Baia Mare-Dej.
La route régionale DJ109L rejoint Turț au nord-est et la DJ109M Bătarci et Tarna Mare au nord-est.

### Voies ferrées
Halmeu est la gare-frontière avec l'Ukraine de la ligne des chemins de fer roumains (Căile Ferate Române) Satu Mare-Vynohradiv.

## Lieux et monuments
- Halmeu, église orthodoxe datant de 1913[10]
- Halmeu, temple réformé de style gothique datant de la fin du XIVe siècle[11].
- Halmeu, église catholique romaine construite en 1893[10]* Halmeu
- Halmeu, église catholique romaine du XVIIIe siècle classée monument historique[10]
- Halmeu, réserve naturelle de la rivière Tur.
- Băbești, temple réformé de style baroque datant de 1875[12].
- Dobolț, temple réformé datant du XIXe siècle[13].